# Álvaro Peña (Fußballspieler, 1965)
Guillermo Álvaro Peña Peña (* 11. Februar 1965 in Santa Cruz de la Sierra) ist ein ehemaliger bolivianischer Fußballspieler und heutiger Trainer. Zwischen 1987 und 1996 bestritt der Stürmer 43 Länderspiele für Nationalmannschaft und nahm an der Fußball-Weltmeisterschaft 1994 teil.

## Karriere

### Verein
Álvaro Peña begann seine Vereinskarriere 1987 bei Blooming in Santa Cruz de la Sierra, wo er bis 1989 spielte. Anschließend wechselte er 1990 zu San José und blieb dort bis 1992. In dieser Zeit wurde er mit 32 Toren Torschützenkönig der bolivianischen Liga der Saison 1992. Anfang 1993 wechselte Peña nach Chile zu Deportes Temuco in die chilenische Primera División, wo er in zwei Saisons 29 Spiele bestritt und sieben Tore erzielte. 1995 ging er zunächst nach Kolumbien zu Cortuluá, wo ihm in 18 Einsätzen sechs Treffer gelangen, ehe er im selben Jahr zu Bolívar zurückkehrte. Im Jahr 1996 lief er für Real Santa Cruz auf und gewann mit dem Klub den Apertura-Titel der bolivianischen Meisterschaft. In den darauffolgenden Jahren spielte Peña für mehrere bolivianische Vereine, darunter Destroyers, Oriente Petrolero und The Strongest, mit dem er 1999 den Clausura-Titel der bolivianischen Meisterschaft feiern konnte. 2000 kehrte er noch einmal zu Bolívar zurück, ehe er seine Karriere bei Mariscal Braun und schließlich bis 2003 bei Iberoamericana ausklingen ließ.

### Nationalmannschaft
Álvaro Peña debütierte im Juni 1989 für die Nationalmannschaft Boliviens in einem Freundschaftsspiel gegen Paraguay. Im selben Monat nahm er an der Copa América 1989 in Brasilien teil und kam in allen drei Vorrundenspielen zum Einsatz; Bolivien schied jedoch in der Gruppenphase aus. Auch bei der Copa América 1991 in Chile war Peña im Aufgebot und bestritt zwei Partien, wobei das bolivianische Team erneut nicht über die Vorrunde hinaus kam. Im Juni 1993 stand er im Kader für die Copa América 1993 und bestritt zwei Partien. Bolivien belegte mit zwei Punkten den letzten Gruppenplatz und schied aus. Ein Höhepunkt seiner internationalen Karriere war die Teilnahme an der Fußball-Weltmeisterschaft 1994 in den USA, bei der er im Vorrundenspiel beim 0:0-Unetschieden gegen Südkorea eingesetzt wurde. Bolivien schied mit einem Punkt nach der Gruppenphase aus. In den Qualifikationsspielen zur Weltmeisterschaft 1994 war er sieben Mal zum Einsatz gekommen. Bei der Copa América 1995 qualifizierte sich Bolivien als Gruppendritter für das Viertelfinale gegen Uruguay, in dem es mit einer 1:2-Niederlage ausschied. Das Viertelfinale war das einzige Spiel für Peña in diesem Turnier. Sein letzter Einsatz im Nationaltrikot erfolgte im April 1996 in einem Freundschaftsspiel gegen Paraguay. Insgesamt bestritt er zwischen 1989 und 1996 43 Länderspiele und erzielte vier Tore für Bolivien.

## Trainer
Peña begann seine Trainerkarriere 2004 bei Oriente Petrolero und übernahm danach unter anderem Destroyers und Blooming. Zwischen 2007 und 2013 war er im Jugendbereich des ukrainischen Klubs Dynamo Kiew tätig und sammelte dort wertvolle internationale Erfahrung. Nach seiner Rückkehr nach Bolivien trainierte er Guabirá, San José und Jorge Wilstermann, mit dem er 2018 die Apertura-Meisterschaft der bolivianischen Liga gewann. In den Folgejahren war er unter anderem bei Real Santa Cruz (als Co-Trainer), Nacional Potosí und Real Tomayapo aktiv. Im Oktober 2024 kehrte er bis Jahresende erneut zu Blooming zurück.

## Erfolge

### Als Spieler
Real Santa Cruz
- Bolivianischer Meister: 1996-A

The Strongest
- Bolivianischer Meister: 1999-C

Individuelle Auszeichnung
- Torschützenkönig der bolivianischen Liga: 1992 (32 Tore)

### Als Trainer
Jorge Wilstermann
- Bolivianischer Meister: 2018-A